# Ctenus lacertus
Ctenus lacertus är en spindelart som beskrevs av Benoit 1979. Ctenus lacertus ingår i släktet Ctenus och familjen Ctenidae.
Artens utbredningsområde är Kongo. Inga underarter finns listade i Catalogue of Life.